# Биоминерал
Биоминера́л — минерал, кристаллизация которого происходит с участием живых организмов. Понятие «биоминерал» не может быть относимо к тому или иному минеральному виду в целом, но только к тем конкретно взятым разновидностям минерала, которые при определённых условиях непосредственно были включены в биологические циклы при своём образовании, причём таким образом, что само их образование явилось следствием жизнедеятельности организмов.

## Примеры
Минералы, образование которых, среди прочего, может происходить с участием организмов:
- Кальциевые карбонаты
  - Кальцит
  - Арагонит
  - Фатерит
- Кремнезём
  - Опал
  - Кристобалит
- Фосфаты
  - Гидроксиапатит (костный биоапатит)
  - Вивианит
- Сульфиды
  - Грейгит
  - Пирит
  - Марказит
- Оксиды и гидроксиды железа
  - Лимонит
  - Магнетит

Вклад серобактерий в формирование минералов
Как наглядный пример можно отметить роль сульфатредуцирующих бактерий в образовании сульфидной минерализации в осадочных породах в связи с образованием конкреций. Процессы разложения и окисления биогенного материала животного и растительного происхождения после их отмирания и захоронения в определённых (слабоаэрированных, то есть при недостатке свободного кислорода) условиях практически во всех геологических эпохах приводили к расцвету бактерий типа современных Desulfovibrio. В результате геохимическая обстановка в пределах самих органических остатков и прилегающих к ним участках пород становилась благоприятной для осаждения сульфидов и дисульфидов таких металлов, как железо, кобальт, никель, ванадий, свинец, цинк, медь. Их источником являлись поровые воды, насыщающие осадки, а также само вещество осадочных пород, из которого эти металлы выщелачивались. Классическим примером генетической связи бактерий и упомянутой выше минерализации являются агрегаты т. н. фрамбоидального пирита.